# Protapanteles falcatus
Protapanteles falcatus är en stekelart som först beskrevs av Christian Gottfried Daniel Nees von Esenbeck 1834.
Protapanteles falcatus ingår i släktet Protapanteles och familjen bracksteklar. Arten är reproducerande i Sverige. Inga underarter finns listade i Catalogue of Life.